# Artéria toracoacromial
A artéria toracoacromial é uma artéria que vasculariza o membro superior.
Situa-se na segunda parte da artéria axilar (posterior ao músculo peitoral menor), e possui 4 ramos:
- Ramo peitoral
- Ramo acromial
- Ramo clavicular
- Ramo deltóideo